# 吾翯
吾翯（1461年—？），字廷介，浙江衢州府開化縣人，民籍，明朝政治人物。

## 生平
成化二十二年（1464年）丙午科浙江鄉試第二十三名舉人。弘治十五年（1502年）中式壬戌科會試第一百八十四名，三甲第一百三十一名進士。

## 家族
曾祖吾江；祖父吾體，將仕佐郎前訓導；父吾冔，教諭。母方氏。具庆下。